# Виташевский, Николай Алексеевич
Никола́й Алексе́евич Виташе́вский (8 (20) сентября 1857, Одесса, Новороссийско-Бессарабское генерал-губернаторство, Российская империя — 21.06.1918, Москва, РСФСР) — писатель, актёр, этнограф, революционер, мемуарист.

## Биография
Родился в Одессе, в семье тираспольского нотариуса А. Виташевского; из дворян. В 1875 году окончил реальное училище в Николаеве, после чего учился в Новороссийском университете (Одесса). В 1876 году выпустил сборник «Мысли провинциалов».
В 1877, находясь с отцом за рубежом, установил связи с редакцией русскоязычного «якобинского» журнала «Набат» (Цюрих, Швейцария), стал его агентом. Вернувшись, выступал в любительских спектаклях, создал бродячую труппу ради заработка денег на социалистическую деятельность. Издал 1-й номер легального политического журнала «Эхо» (2-й запретила цензура). Вошёл в народнический кружок, организованный И. М. Ковальским. Арестован 30 января (11 февраля) 1878 года (сопротивлялся жандармам и был ранен). По приговору проведенного в Одессе 31 июля — 5 августа (19-24 июля) военно-окружного суда приговорён к 6 годам каторги (срок был сокращён на треть, поскольку подсудимый считался несовершеннолетним).
К осени 1880 года содержался в Новобелгородской центральной тюрьме (слобода Печенеги Волчанского уезда Харьковской губернии, ныне пгт Печенежского района Харьковской области), 11 ноября 1880 года переведён в Мценскую пересыльную тюрьму (г. Мценск, ныне Орловская область, Россия). В 1881 этапирован в Иркутскую тюрьму (там записал воспоминания о сосланном в Сибирь Н. Чернышевском, познакомился с В. Короленко), 4 марта 1882 года — в Кару Нерчинского округа (Забайкалье, Россия). В 1882 году обвинён в содействии побегу каторжан и оставлен в заключении. С 1883 года — на сибирском поселении, прибыл в Якутск 30 июля. Назначен во II Игидейский наслег Баягантайского улуса, с августа жил в местности Халымньыйа у Симона Слепцова (ныне северная сторона Сиимэн Кюеля Уолбинского наслега Таттинского улуса). Представил Императорскому Русскому Географическому Обществу исследования местного быта и фольклора якутов, издал ряд научных исследований, печатал публицистические и беллетристические произведения. В 1896—1897 годах работал начальником поисковой партии «Алданской экспедиции» «Российского золотопромышленного общества». Был хранителем Якутского музея.
В 1897 году вернулся на Украину. В Херсоне служил статистиком земской управы, затем поселился в Одессе, был на той же должности, как и в Херсоне. Женился на учительнице Анне Андреевне Добролюбовой. В начале XX века жил в Николаеве, работал в местной прессе (в редакции газеты «Николаевский курьер»). В 1905 году в Полтаве налаживал издание газеты «Полтавщина». В 1906 году — секретарь петербургского журнала «Мысль»; во второй раз арестован (за антиправительственную пропаганду). После трёхмесячного заключения в тюрьме «Кресты» выслан за границу. В Женеве (Швейцария) на стипендию Петербургской АН систематизировал краеведческие материалы, собранные в ссылке. С 1909 года — снова в Одессе, откуда, не найдя средств к существованию, вынужденно переехал в Санкт-Петербург, работал ночным корректором, литературным редактором. Нищенствовал, болел, но отказался просить о восстановлении ему дворянских прав, которых был в молодости лишён как политический преступник.
В 1915 году Русское географическое общество присудило ему золотую медаль. В 1917 году принадлежал к группе «Воля Народа».
Умер в 1917 году в Москве, похоронен в Петрограде (ныне Санкт-Петербург).

## Произведения
Автор брошюры «Старая и новая якутская ссылка» (1907) и воспоминаний, помещённых в журналах «Былое» (1906-07), «Наша страна» (1907), «Минувшие годы» (1908), «Голос минувшего» (1914).
Некоторые произведения:
- Рассказы: «Маленькая историческая тайна», «Мотивы якутской действительности» (1884—1914);
- Статьи: «Лига созыва учредительного собрания», «К вопросу о существе обычного права», «Г. В. Плеханов — критик Н. Г. Чернышевского», «Преступление и уголовное право», «Характер исследования исторических эпох» ([1880]-1907);
- Стихотворения: «Кандалы сняты», «Матери» (1978—1879);
- Некрологи: «Анна Михайловна. (Памяти А. М. Распутиной)», «Д. А. Клеменц. (Памяти учителя)» (1908—1914);
- Воспоминания: «Из записной книжки», «Калюжный» — маш. коп. (1895), «В узилище. (Централка)», «Санкт-Петербургская одиночная камера» (1906—1913), «На Каре (1881—1883)» (1913)[8].
- Первое вооруженное сопротивление, первый военный суд : [Процесс И. М. Ковальского]. — Ростов-на-Дону : электро-печатня А. И. Тер-Абрамиан, 1907. — 36 с.; 20. — (Русская историческая библиотека; № 17).
- Из области первобытного психонейроза / [Н. Виташевский]. — [Одесса : Университ. тип., 1911]. — 49 с.
- Особый вид обязательств в первобытном праве: ex donatione : по якутским материалам / [Н. Виташевский]. — [Москва, 1909]. — 20 с.
- Верования первобытного человека / Н. Виташевский. — Санкт-Петербург : М. Н. Слепцова, [1914]. — 60 с. : ил.; 18. — (Книжка за книжкой; Кн. 205).
- Основные правила распределения земли у якутов Дюпсюнского улуса Якутского округа / Н. Виташевский. — Казань : типо-лит. Имп. ун-та, 1912. — [2], 20 с.; 25.
- Старая и новая якутская ссылка : [По поводу кн. г. П. Теплова] / Н. А. Виташевский. — Санкт-Петербург : изд. Э. К. Пекарского, 1907. — 42 с.; 23.
- Опыт мелиорационной статистики Одесского уезда Херсонской губ. : Прил.: 1) Ведомость о полнодоходных, малодоходных и бездоходных землях. 2) Ведомость о колодцах, прудах и почве. 3) Мелиорационная карта / Н. А. Виташевский. — Одесса : тип. торг. д. Г. М. Левинсон, 1910. — 39 с.; 27. — (Комитет Южно-русских мелиорационных съедов. Южно-русское мелиорационное бюро; Вып. 2).
- Очерк промышленности тяготеющего к Одессе района [Текст] : Доклад Н. А. Виташевского / 1-й Южно-рус. торг.-пром. съезд в Одессе. — [Б. м.] : [б. и.], 191-. — 32 с. : диагр.; 30 см.
- Из наблюдений над якутскими шаманскими действиями / С примеч. В. М. Ионова; Н. А. Виташевский. — Петроград : тип. Имп. Акад. наук, 1917. — 165—188 с. : ил.; 30[9].